# 海里奇 (密蘇里州)
海里奇（英語：High Ridge）是位於美國密蘇里州傑佛遜縣的普查規定居民點。

## 歷史
海里奇的郵局自1856年營運至今。

## 人口
根據2020年美國人口普查的數據，海里奇的面積為9.77平方千米，皆為陸地。當地共有人口4242人，而人口密度為每平方千米434.19人。